# سیارک ۹۱۳۹
سیارک ۹۱۳۹ (به انگلیسی: 9139 Barrylasker، نامگذاری:4180T-2) نه هزار و صد و سی و نهمین سیارک کشف شده‌است که در ۲۹ سپتامبر ۱۹۷۳ کشف شد.
قدر مطلق سیارک برابر ۱۴٫۷۰ است.